# Grube Bergmannstrost (Bad Ems)
Die Grube Bergmannstrost war eine Blei-Silber-Zink-Erzgrube in Rheinland-Pfalz bei Nievern an der Lahn.
Sie baute die Lagerstätte des sogenannten Emser Gangzuges ab, der sich über 14,5 km Länge von Braubach über Bad Ems bis nach Arzbach erstreckte.
Weitere Gruben auf diesem Gangzug waren Rosenberg, Friedrichssegen, Neuhoffnung, Fahnenberg, Pfingstwiese (Betriebspunkt Tollgraben), Blöskopf, Pitschbach und Silberkaute (bei Arzbach).

## Geschichte
1766 verlieh Franz Carl, Graf von und zu der Leyen, dem Hüttenherrn Joh. Remy zu Bendorf die Grube beim Kirchspiel Nievern.
Das Bergwerk fiel später teilweise ins Freie.
Bei einer Befahrung eines Herrn Stöckicht fand dieser die Grube außer Betrieb, da große Erzvorräte auf Halde lagen.
Eine Aufbereitungsanlage unterhalb des Emser Wehres verarbeitete des gewonnene Erz.
Die Grube war ab 1823 mit Ausnahme der Jahre 1838–1847 und 1850–1854 durchgängig in Betrieb bis 1887, als der Betrieb der Grube zu kostspielig wurde.
Die Grube wurde im 20. Jahrhundert erneut in Betrieb genommen und letztendlich 1926 geschlossen.
Zwei Wassersäulenmaschinen und eine Dampfmaschine lieferten Hubenergie für Wasser und Erze. Die größte Teufe der Grube dürfte auf der 6. Tiefbausohle, welche 145 m unter der Sohle des Tiefen Stollens lag, mind. 241 m betragen haben. Der Schacht wurde nach dem Ende der Förderung versiegelt und mit einer Betonplombe gesichert. Heute befindet sich auf dem Schachtgelände ein Privathaus.
Seit den 1970er Jahren wird das aus dem Tiefen Stollen fließende Grubenwasser in die öffentliche Wasserversorgung eingespeist.

### Gangmittel
Es sind fünf Erzgänge bekannt.
Die Mächtigkeit des Lindenbacher Ganges betrug durchschnittlich 1 bis 1,5 m. Die Gangmasse war von Bleiglanz- und Zinkblendeschnüren durchzogen.
Auf der 6. Tiefbausohle (Türkenkluft) trat das Neue Mittel auf. Dieses folgte dem Tiefendeller Mittel, welches in oberen Teufen aus zwei 15 m auseinanderliegenden Gängen bestand, von welchen sich allerdings nur das hangende bis zur 6. Sohle erstreckte. Zur Tiefe hin verkürzte sich die Länge der Trümmer von 180 m auf ca. 50 m.
Das Pyromorphit-Mittel bestand aus gleichnamigem Mineral und war auf 80 m bauwürdig.
Das Bleigummi-Mittel wies eine Länge von nur 15 m in bauwürdigem Zustand auf und bestand neben Pyromorphit aus Bleiglanz, Bleigummi (= Plumbogummit) und teilweise sogar gediegenem Silber.
Das Küppler Mittel war nur im letzten Teil auf 30 m bauwürdig. Die 0,8–1 m mächtige Gangmasse bestand aus Brauneisenstein und verfügte über nesterförmig vorkommenden Bleiglanz und Pyromorphit.

### Stollen und Schächte
- Oberer Tiefendeller Stollen (430 m lang)
- Mittlerer Stollen (240 m lang)
- Tiefer Stollen an der Lahn (590 m lang; 86 m tiefer als Oberer Stollen)
- Lindenschacht
- Sophienschacht
- Tiefendellerschacht
- Küpplerschacht